# Kōsaku Yamada
Pour les articles homonymes, voir Yamada.
Kosaku Yamada (山田 耕筰, Yamada Kōsaku), né le 9 juin 1886 et mort le 29 décembre 1965, est un compositeur et chef d'orchestre japonais.

## Biographie
Après des études à l'École de musique de Tokyo, il a quitté le Japon pour l'Allemagne où il s'inscrit à la Hochschule de Berlin et a appris la composition, avant d'aller aux États-Unis pendant deux ans .

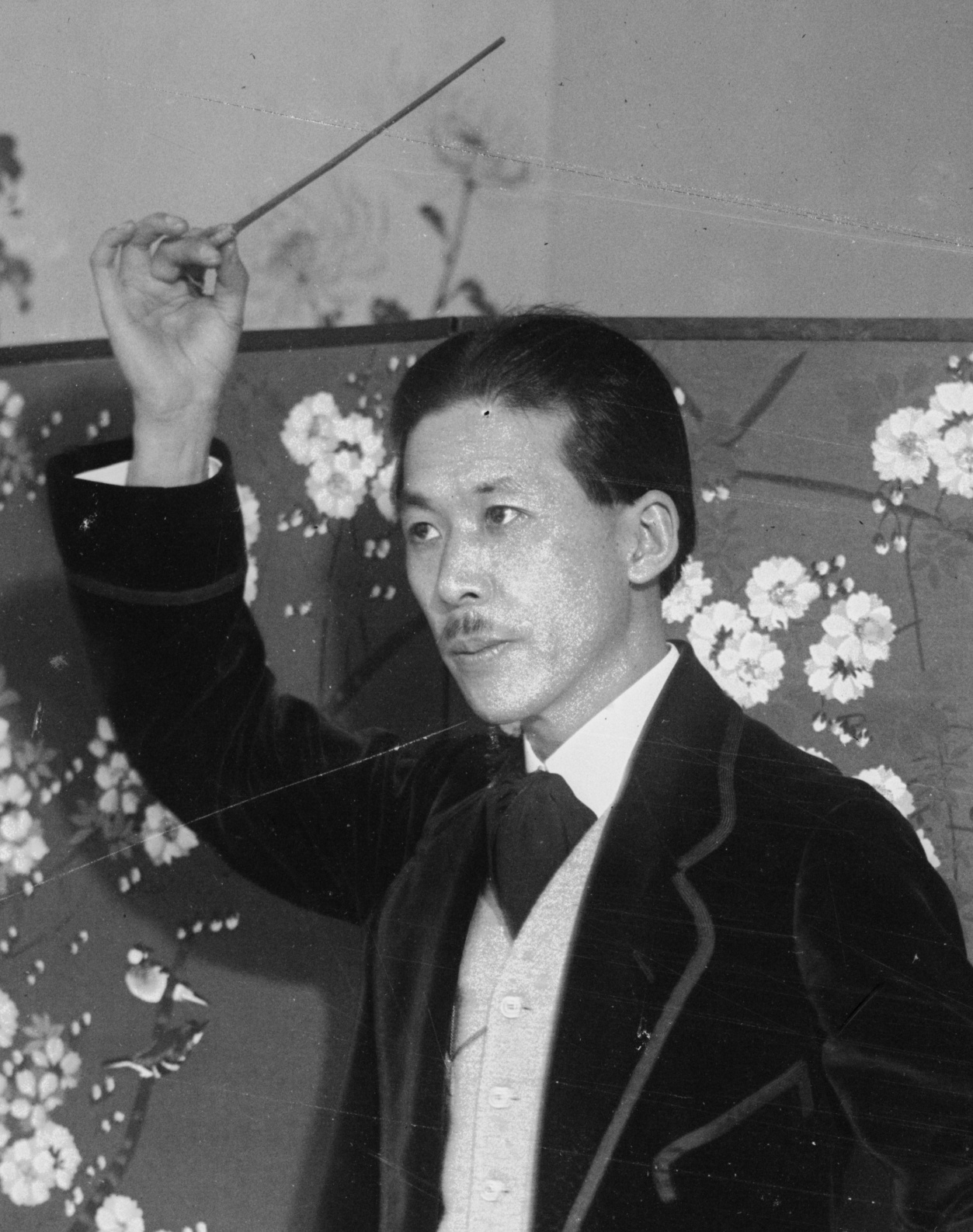
1915-1920

Yamada a laissé environ 1 600 compositions musicales. On trouve surtout des chansons (lieder) dont le nombre s'élève à 700. Son opéra Kurofune (Les Navires noirs) est considéré comme l'un des plus célèbres opéras japonais.
Comme chef d'orchestre, Yamada a fait un effort pour introduire de nombreuses œuvres orchestrales au Japon. Il fut le premier artiste au Japon à interpréter le Prélude à l'Après-midi d'un faune de Debussy, la Symphonie no 9 de Dvořák, un Américain à Paris de Gershwin, Les Fonderies d'acier de Mossolov, Finlandia de Sibelius, la Symphonie no 1 de Chostakovitch, Le Beau Danube bleu de Johann Strauss II, et Siegfried Idyll de Wagner.

## Principales compositions
Opéra
- Ayame (1931)
- Kurofune (« Les Navires noirs ») (1929–40)
- Hsìang Fei (1946) (quatre actes, sept scènes avec un proemnia)

Autres œuvres pour la scène
- Maria Magdalena pour ballet, d'après le drame de Maeterlinck (1916) (les esquisses pour piano étaient complètes mais sont à présent perdues ; elles n'ont jamais été développées)

Œuvres orchestrales
- Ouverture en ré majeur (1912)
- Symphonie en fa majeur Triomphe et Paix (1912)
- The Dark Gate, poème symphonique (1913)
- Madara No Hana, poème symphonique (1913)
- Symphonie chorégraphique 'Maria Magdalena'  (1918) (écrit à partir d'esquisses pour un ballet, d'abord exécuté au Carnegie Hall)
- Sinfonia "Inno Meiji" (1921)
- Symphonie Nagauta (en) Tsurukame pour voix, shamisen et orchestre (1934)

Musique de chambre
- Quatuor à cordes no 1 en fa majeur
- Quatuor à cordes no 2 en sol majeur
- Quatuor à cordes no 3 en do mineur
- Hochzeitsklange pour quintette avec piano (1913)
- Chanson triste japonaise pour violon et piano (1921)
- Suite japonaise pour violon et piano (1924)
- Variations on Kono-michi pour flûte et piano (1930)

Pièces pour piano
- Variations (1912)
- The Chimes of the Dawn (1916)
- Les poèmes à Scriabine (1917)
- Karatachi no hana [Karatachi-no-hana] pour piano solo (1928)

Œuvres chorales
- Die Herbstfeier pour chœur mixte et orchestre (1912)

Chants
- Song of AIYAN (1922)
- Lullaby from the Chugoku Area [Chugoku chihō no komoriuta]
- Karatachi no hana [Karatachi-no-hana]
- Pechika
- Kono michi (« Cette route »)
- Akatombo [Red Dragonfly]
- Yuu-in

## Enregistrements
- Yamada Kosak Memorial Album – Quince Blossoms – Columbia BLS-4001 (1966?)
- Recording of Overture in D major, Symphony in F major 'Triumph and Peace', and symphonic poems 'The Dark Gate' and 'Madara No Hana'
- Recording of Nagauta Symphony, "Tsurukame", etc.